# Griffith College
El Griffith College Dublin (GCD) es una universidad privada en la ciudad de Dublín (República de Irlanda). El colegio fue fundado en 1974 y actualmente cuenta con 8500 estudiantes inscritos, lo que le convierten en la mayor institución educativa privada de Irlanda. En el mismo se imparten las titulaciones universitarias completas de Diseño, Business (Empresariales), Periodismo, Derecho, e informática así como un gran número de cursos en diferentes materias. El colegio ofrece la posibilidad de examinarse de distintos programas de contabilidad profesional tales como: ACCA, ACA, CPA e IATI. Está situado en South Circular Road, al sur de la ciudad, aproximadamente a un km del centro de la misma.

## Historia
El colegio es propiedad de Mr Diarmuid Hegarty quien en 1992 adquirió al gobierno irlandés, por una cantidad de 2.000.000 de libras, las instalaciones de las Griffith Barracks, que a la postre se convirtieron en las dependencias iniciales del colegio. Desde entonces ha ido creciendo hasta convertirse en el mayor colegio privado de Irlanda.
La mayoría de las titulaciones y postgrados del colegio son acreditados por el Higher Education and Training Awards Council, aunque algunos de sus grados y cursos de derecho son acreditados por la Nottingham Trent University, de Inglaterra
El campus del Griffith College en Dublín es a su vez la sede de la Leinster School of Music & Drama, fundada en 1904. La Leinster School imparte clases teóricas de Música y Teatro a grupos e individuos en función de la disponibilidad. La Leinster School funciona a su vez como conservatorio de música con capacidad para examinar y en la misma se imaparten todos los niveles, desde preparatorio hasta grado 8 (equivalente al grado superior en España).

## Sedes
El crecimiento del Griffith College, le ha llevado a expandirse inaugurando sedes en Cork y Limerick dentro de la República de Irlanda y en Moscú, Rusia:
El Griffith College Cork inició su andadura en la ciudad de Cork en el 2000 ofertando cursos en contabilidad profesional tales como el ACCA, CIMA, CPA o el IATI. Tras la adquisición en el 2005 del Skerry’s College Cork, su oferta académica aumentó enormemente ofreciendo gran cantidad de cursos en Business (Empresariales) , Derecho, Media y Comunicaciones, Diseño, y cursos de secretariado.
El Griffith College Limerick ha abierto sus puertas recientemente tras la compra en esta ciudad en el 2006 del Mid West Business Institute.
La expansión del Griffith College lo ha llevado a tener una sede en Moscú, la capital rusa. Esta sede se abrió en el año 2002 e imparte estudios en el área de administración.

## Estudios
En su sede de Dublín, la Universidad ofrece las siguientes carreras de pregrado:
Facultad de Administración
- Finanzas

Facultad de Periodismo y Comunicaciones
- Periodismo
- Periodismo y Medios visuales
- Fotografía
- Medios fotográficos

Facultad de Negocios
- Negocios
- Administración y Finanzas
- Mercadeo
- Estudios de negocios
- Turismo

Facultad de Derecho
- Derecho
- Negocios y Leyes
- Ley Irlandesa

Facultad de Diseño
- Arquitectura de Interiores
- Diseño de interiores
- Diseño de modas

Escuela de Música y Actuación Dramática Leinster
- Música

Facultad de Computación
- Ciencias Computacionales
- Informática